# Werner Schnitzer
Pour les articles homonymes, voir Schnitzer.
Werner Schnitzer est un acteur allemand né le 9 janvier 1942 à Donauworth en Allemagne.

## Biographie et carrière
Il termine sa formation d'acteur à l'école d'art dramatique de Munich. Il participe à des représentations théâtrales, entre autres, au Residenztheater de Munich, au Schauspielhaus de Cologne, au Stadttheater de Berne et au Schauspielhaus Düsseldorf.
Il incarne de nombreux personnages dans des séries policières telles Der Kommissar ou Derrick . 
De 1998 à 2008, dans la série policière Siska, il tient un des rôles principaux, celui du commissaire Jacob Hahne et ce dans les 91 épisodes.

## Filmographie
- 1975 : Der Kommissar
- Inspecteur Derrick
  -  1975 : Hinkmann (ép. 12, L'ami de Kamilla)
  -  1980 : Robert Pricker (ép. 76, Pricker)
  -  1989 : Pfarrer Bohl (ép. 181, Sursis)
  -  1991 : Dröger (ép. 206, Le génie en danger )
  -  1992 : Professeur Zoller (ép. 212, Un geste de tendresse)
  -  1994 : Kindermann (ép. 231, Une sœur envahissante )
  -  1996 : Dr. Howald (ép. 260, L'écho de la mort )
  -  1998 : Walter König (ép. 277, Rendez-moi mon père)
  - 1998 : Ruperti (ép. 280, Chant d'oiseaux)
- 1978 : Le Renard : le présentateur TV (Saison 2, épisode 1 : Refroidissement en été)
- 1981 : Die Weiße Rose
- 1988 : Journal d'une paysanne (Herbstmilch) de  Joseph Vilsmaier : le chauffeur de Fritz Wiedmann
- 1992 : Un cas pour deux : Hinz (Saison 12, épisode 10 : Mort suspecte)
- 1993 : Eine unheilige Ehe
- 1994 : Alle meine Töchter
- 1995 : Tatort
- 1996 : Du, Ärzte
- 1996 : Le Renard : Gregor Jüllich (Saison 20, épisode 6 : Nuit de meurtre)
- 1997 : Forsthaus Falkenau
- 1998 : Die Brüder
- 1998 à  2008 : Siska :  Commissaire Jacob Hahne

## Théâtre
- 1965 : Die Stühle
- 1969 : Wallenstein
- 1971 : Drei Schwestern
- 1973 : Die Kassette
- 1984 : Peer Gynt